# Сад Кирова (Уфа)
Сад имени Сергея Кирова (разг. Липовка) — частично сохранившийся сад по улице Бабушкина в Восточной слободе Советского района города Уфы, возле Уфимского агрегатного предприятия «Гидравлика», Института проблем сверхпластичности металлов РАН и мечети «Рамадан».
Разговорное название — Липовка — по первоначально высаженным липам.

## Описание
Основная порода деревьев сада — липы.

## История
В 1910—1911 годах в Восточной слободе построена первая и единственная школа. В начале XX века неподалеку от школы высажены несколько десятков лип.
В советское довоенное время сначала организован сад с клумбами, где устраивались пионерские сборы, а уже в послевоенное — установлены качели и карусели, построена крытая танцплощадка и открыт кинотеатр «Урал». В саду также ранее был установлен памятник Ленину скульптора Исаака Менделевича, перенесённый из сквера Ленина на Верхнеторговой площади (ныне памятник находится на территории Уфимского агрегатного предприятия «Гидравлика»).
Позднее сад пришёл в запустение, а его площадь уменьшилась из-за строительства мечети в 2003 году. Спустя 20 лет его благоустроили: добавили пешеходных дорожек, освещение, скамейки, а в центре установили полумесяц со звездой.